# أسطول غرب إفريقيا
كان أسطول غرب أفريقيا، المعروف أيضًا بأسطول الوقاية، واحدًا من أساطيل البحرية الملكية البريطانية، وكان هدفه قمع تجارة الرقيق عبر الأطلسي من خلال خفارة ساحل غرب أفريقيا. تشكل في 1808 بعد أن أقر البرلمان البريطاني قانون تجارة الرقيق 1807 وتمركز خارج بورتسموث، إنجلترا، وظل تحت قيادة مستقلة حتى 1856 ثم مرة ثانية من 1866 حتى 1867.
كان أثر الأسطول محل نقاش، فوصفه بعض المعلقين بأنه كان ذو دور هام في إنهاء تجارة الرقيق، ووصفه معلقون غيرهم بأنه كان فقير الموارد وموبوءًا بالفساد. اعتبره بحارة البحرية الملكية واحدًا من أسوأ التعيينات بسبب المستويات العالية من الأمراض المدارية. على مدار عملياته، تدبر أسر نحو 6% من سفن الرقيق العابرة للأطلسي وحرر نحو 150.000 أفريقي. بين عامي 1830 و1865، توفي أكثر من 1500 بحار أثناء أدائهم واجبهم مع الأسطول، بصورة أساسية بسبب المرض.

## تاريخه
في 25 مارس 1807، ألغت بريطانيا تجارة الرقيق رسميًا، ومنعت الرعايا البريطانيين من المتاجرة بالرقيق أو تزويد سفن الرقيق بالطاقم أو رعاية سفن الرقيق، أو تجهيز سفن الرقيق. تضمن القانون أيضًا مادةً تسمح بمصادرة السفن التي لا تحمل حمولة من الرقيق ولكنها مجهزة للمتاجرة بهم. كانت مهمة إنفاذ القانون ضخمة وشاقة. بغية إنفاذ هذا الحكم في 1808، بعثت الأميرالية سفينتين لخفارة الساحل الأفريقي. خُولت القوة البريطانية الصغيرة، في سياق الحروب النابليونية الجارية، بإيقاف أي سفينة تحمل علم أي دولة عدوة، ما جعل نشاطات القمع أسهل بكثير. لكن البرتغال كانت واحدة من أكبر الدول المتاجرة بالرقيق وحليفة بريطانيا ضد فرنسا. في فبراير 1810، وتحت ضغط دبلوماسي، وقعت البرتغال اتفاقية سمحت للسفن البريطانية بمراقبة النقل البحري البرتغالي، ما يعني أن البرتغال لم يعد بوسعها المتاجرة بالرقيق إلا من ممتلكاتها الأفريقية الخاصة.
أجرت سفينة القرصنة التفويضية دارت (وهي سفينة خاصة تعمل بموجب تفويض رد اعتداء)، التي طاردت النخّاسين للاستفادة من المكافآت التي وضعتها الحكومة البريطانية، أول عمليات الأسر بموجب اتفاقية 1810. كانت دارت، وسفينة قرصنة أخرى في 1813 اسمها (كيتي)، السفينتين الوحيدتين اللتين طاردتا النخاسين لأجل الفائدة، ما أدى بالتالي إلى تعزيز جهود أسطول غرب أفريقيا. يقترح نقص المبادرات الخاصة، وقصر مدتها، أنها لم تكُن مربحة.
مع نهاية الحروب النابليونية، ضمن فيكونت كاسلري إعلانًا ضد تجارة الرقيق ظهر في نص مؤتمر فيينا، ملزمًا كل الموقعين بإنهاء التجارة في نهاية المطاف. في 1814، وافقت فرنسا على إيقاف التجارة، ووافقت إسبانيا في 1817 على التوقف شمال خط الاستواء، ما أضاف إلى تفويض الأسطول. غالبًا ما كانت المعاهدات المبكرة مع القوى الأجنبية ضد تجارة الرقيق ضعيفة جدًا. نتيجة لذلك، لم يكُن بإمكان الأسطول حتى عام 1835 القبض على السفن إلا إن وُجد رقيق على متنها في وقت القبض، أي لم يكُن بمقدوره التدخل بالسفن المجهزة على نحو واضح للتجارة بالرقيق إن لم يوجد رقيق عليها. في حال وجود رقيق، يمكن فرض غرامة قدرها مئة جنيه استرليني عن كل واحد، وهو مبلغ ضخم، فكان بعض قباطنة النخاسة المعرضين لخطر الإمساك بهم يلقون أسراهم في البحر لتخفيف الغرامة. 
من أجل محاكمة السفن الأسيرة وبالتالي السماح للبحرية بتلقي جوائزها، أُنشئت سلسلة من المحاكم على طول الساحل الأفريقي. في عام 1807، أُنشئت محكمة تابعة لنيابة الأميرالية في فريتاون، سيراليون. في 1817، أُنشئت عدة محاكم تفويض مختلطة، وحلت محل محكمة نيابة الأميرالية في فريتاون. كان لمحاكم التفويض المختلطة هذه مسؤولون من كل من بريطانيا والقوى الأجنبية، وأُنشئت محاكم إنجليزية برتغالية، وإنجليزية إسبانية، وإنجليزية هولندية في سيراليون.
بعيدًا عن المراقبة بأسلوب السلام البريطاني خاصة أربعينيات وخمسينيات القرن التاسع عشر، كانت الجهود المبكرة لقمع تجارة الرقيق في معظمها غير فعالة بسبب الرغبة في الحفاظ على علاقات جيدة مع القوى الأوروبية. كانت تصرفات أسطول غرب أفريقيا «محكومة بصرامة» بالمعاهدات، ويمكن معاقبة المسؤولين إذا ما تجاوزوا صلاحياتهم.
كان عميد البحرية السير جورج راف كولير، بسفينته الحربية إتش إم إس كريول ذات المدفع من عيار 36، أول عميد بحرية لأسطول غرب أفريقيا. في 19 سبتمبر 1818، أرسلته البحرية إلى خليج غينيا حاملًا أوامر فحواها أنْ: «عليك استخدام كل وسيلة في استطاعتك لمنع استمرار حركة الرقيق». مع ذلك، لم يكن تحت إمرته إلا ست سفن ليخفر بها أكثر من 5.000 كيلومتر (3.000 ميل) من الساحل. خدم من 1818 حتى 1821.
في 1819، أنشأت البحرية الملكية محطة بحرية في غرب أفريقيا في فريتاون، عاصمة أول مستعمرة بريطانية في غرب أفريقيا، سيراليون. اختار معظم الأفريقيين المستعبدين الذين حررهم الأسطول أن يستقروا في سيراليون، خوفًا من أن يُستعبدوا مرة ثانية ببساطة إذا ما نزلوا على ساحل بين الغرباء. منذ 1821، استخدم الأسطول أيضًا جزيرة أسينشين مستودع إمدادات، قبل أن ينتقل ذلك إلى كيب تاون في 1832.
مع بدء البحرية الملكية بتحريم سفن الرقيق، رد النخاسون باعتماد سفن أسرع، ولا سيما سفن بالتيمور الشراعية السريعة. في البداية، كانت البحرية الملكية في أغلب الأوقات عاجزة عن الإمساك بهذه السفن. مع ذلك، عندما بدأت البحرية الملكية باستخدام سفن بالتيمور الشراعية التي قُبض عليها وسفن جديدة أسرع من بريطانيا، استعادت البحرية الملكية اليد العليا. كانت إحدى أنجح السفن في أسطول غرب أفريقيا سفينة مُستولى عليها أعيدت تسميتها إلى إتش إم إس بلاك جوك. نجحت في القبض على 11 نخاسًا في عام واحد.
بحلول أربعينيات القرن التاسع عشر، كان فيلق غرب أفريقيا قد بدأ بتلقي بواخر دولابية مثل إتش إم إس هايدرا، التي أثبتت تفوقها بطرق عدة على السفن الشراعية التي استبدلت بها. كانت البواخر مستقلة عن الريح، ومكنها غاطسها السطحي من خفارة الشواطئ والأنهار الضحلة. في منتصف القرن التاسع عشر، كان ثمة 25 سفينة و2.000 موظف بينهم إضافة إلى 1.000 بحار محلي شاركوا في المسعى.
ضغطت بريطانيا على دول أخرى لتوقع معاهدات منحت البحرية الملكية الحق في تفتيش سفنهم بحثًا عن رقيق. مع تقدم القرن التاسع عشر، بدأت البحرية الملكية أيضًا بتحريم تجارة العبيد في شمال أفريقيا، والشرق الأوسط، والمحيط الهندي.
ساعدت البحرية الأمريكية أسطول غرب أفريقيا بدءًا من 1820 باستخدام يو إس إس سايين، التي كانت الولايات المتحدة قد أسرتها من البحرية الملكية في 1815. في البدء، تألفت مساهمة الولايات المتحدة من بضع سفن، والتي ضمّت الأسطول الأفريقي بعد معاهدة ويبستر أشبيرتون في 1842.
في 1867، امتصت محطة رأس الرجاء الصالح الساحل الغربي لمحطة أفريقيا. في 1942، خلال الحرب العالمية الثانية، أُعيد إحياء محطة غرب أفريقيا باعتبارها قيادة مستقلة حتى 1945.